# Karin Karlsbro

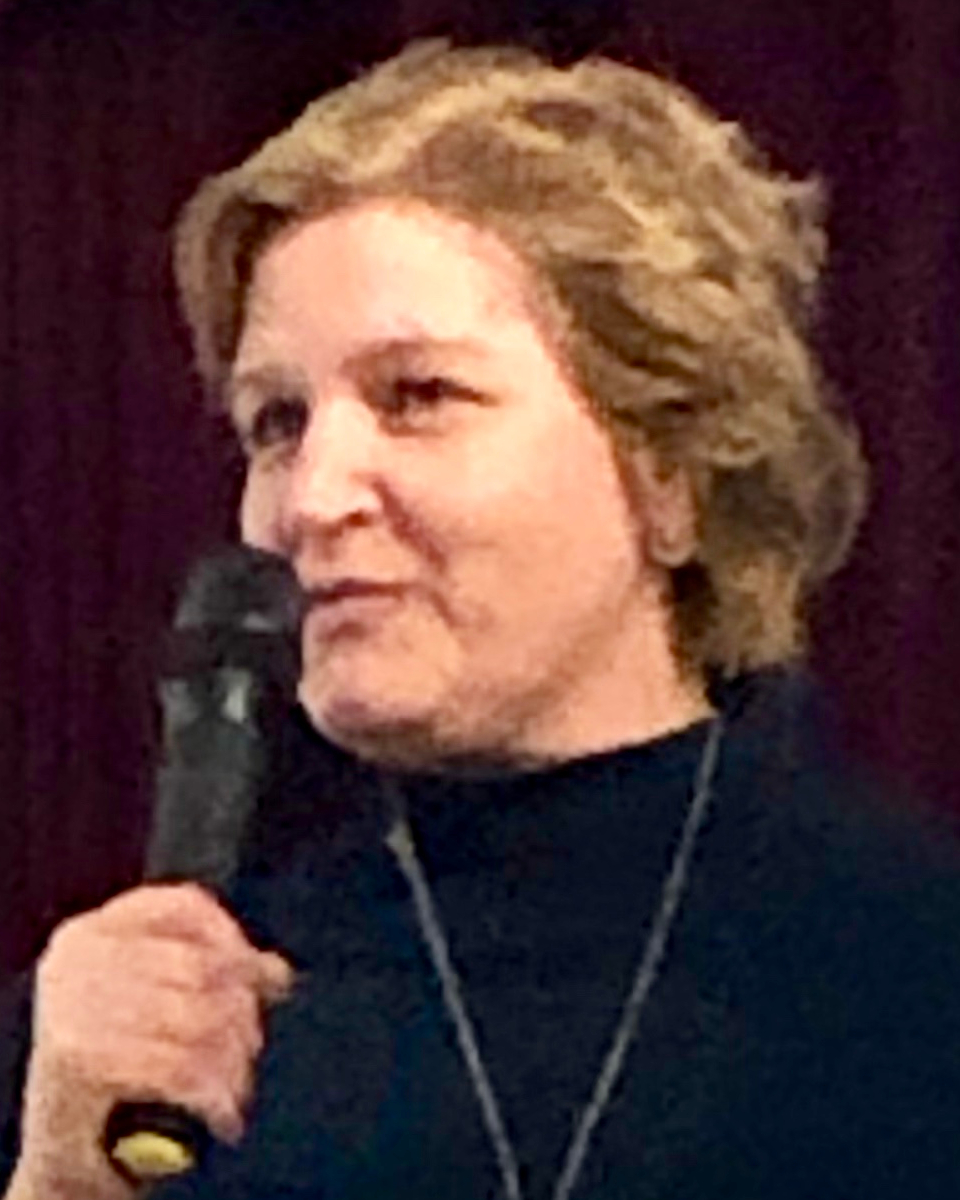
Karin Karlsbro em 2019

Karin Sonja Charlotta Karlsbro (nascida em 23 de setembro de 1970) é uma política sueca do partido dos Liberais.

## Carreira
Karlsbro serviu como presidente da Juventude Liberal da Suécia entre 1995 e 1997.
Ela também serviu como Membro Adjunto do Gabinete do Parlamento da Suécia entre 29 de setembro de 2014 e 3 de outubro de 2014 e é o Membro Adjunto número um pelo partido dos Liberais. Desde fevereiro de 2012, ela é a presidente da rede Liberais Verdes.
Na sua vida profissional, Karlsbro trabalhou como consultora na sua própria empresa e como especialista em sustentabilidade na empresa de relações públicas Grayling e é, desde setembro de 2015, Diretora de Sustentabilidade na Fastighetsägarna Estocolmo.

### Membro do Parlamento Europeu, 2019 - presente
Em 29 de março de 2019, Karlsbro foi eleita a principal candidata liberal para as eleições de 2019 para o Parlamento Europeu. Ela substituiu Cecilia Wikström como o primeiro nome na lista eleitoral. Desde que se tornou membro do Parlamento Europeu, ela tem servido na Comissão do Comércio Internacional. Além das suas atribuições nas comissões, ela é membro do Intergrupo do Parlamento Europeu para os Direitos LGBT.

## Vida pessoal
Karlsbro actualmente mora em Estocolmo com o seu marido Henrik Isakson e as suas três filhas.